# Acanthallagma strohmi
Acanthallagma strohmi – gatunek ważki z rodziny łątkowatych (Coenagrionidae). Znany jedynie z miejsca typowego w stanie Rondônia w brazylijskiej Amazonii, ale prawdopodobnie jest bardziej rozprzestrzeniony.